# ایان کرانسون
ایان کرانسون (انگلیسی: Ian Cranson؛ زادهٔ ۲ ژوئیهٔ ۱۹۶۴) بازیکن فوتبال اهل بریتانیا است.
از باشگاه‌هایی که در آن بازی کرده‌است می‌توان به باشگاه فوتبال استوک سیتی، باشگاه فوتبال شفیلد ونزدی، و باشگاه فوتبال ایپسویچ تاون اشاره کرد.
وی همچنین در تیم ملی فوتبال زیر ۲۱ سال انگلستان بازی کرده‌است.